# Felicja Kruszewska
Felicja Kruszewska (ur. 23 października 1897 w Ordzie w guberni podolskiej (obecnie Ukraina, obwód winnicki), zm. 19 marca 1943 w Radomiu) – polska poetka i pisarka, dramatopisarka, autorka wspomnień i utworów dla dzieci, tłumaczka.
Jedna z pierwszych studentek Uniwersytetu Warszawskiego, urzędniczka. Bratanica Stanisława Kruszewskiego (inżyniera) oraz Zofii Kruszewskiej (nauczycielki muzyki, działaczki społecznej i niepodległościowej). Siostra cioteczna prof. Aleksandra Jabłońskiego, Feliksa Jabłońskiego, Stanisława Gryziewicza (publicysty, współautora paryskiej „Kultury”).

## Życiorys
Felicja Kruszewska – trzecia z siedmiorga rodzeństwa – wychowywała się we wsi Babczyńce, którą utrwaliła wiele lat później we wspomnieniach zatytułowanych Błękitny ogród (1928) i Braciszek (1930). Była wnuczką Juliusza Stanisława Kruszewskiego, właściciela majątku w Usnarzu k. Białegostoku (pow. sokólski), zesłanego za udział w powstaniu styczniowym na Syberię. Jej ojciec Józef Bronisław Kruszewski ukończył Wydział Agronomiczny Instytutu Gospodarstwa Wiejskiego i Leśnictwa w Puławach(1888). Pracował jako agronom, dzierżawca posiadłości hr. Józefa Giżyckiego na Podolu. Ożenił się z Janiną z domu Bilińską, córką właścicieli majątku Widły k. Winnicy.
W latach 1907–1915 uczęszczała do prywatnej Szkoły Handlowej Żeńskiej Anieli Wereckiej w Warszawie; w 1916 wyjechała do Petersburga, gdzie uczyła się języków (angielskiego oraz francuskiego) i z uwagi na trudną sytuację finansową rodziny – podjęła swoją pierwszą pracę zawodową jako tłumaczka w banku Crédit Lyonnais. Od lipca 1917 pracowała w Wydziale Prasowym Komisji Likwidacyjnej do spraw Królestwa Polskiego, a po jej zamknięciu w Sekretariacie Przedstawicielstwa Rady Regencyjnej Królestwa Polskiego w Rosji. W 1918 kilka miesięcy spędziła w Niemirowie na Podolu, gdzie po zniszczeniu Babczyniec podczas rewolucji 1917 rodzina Kruszewskich znalazła nowy dom. Jesienią 1918 Kruszewska wróciła do stolicy, by zapisać się na Uniwersytet Warszawski (Wydział Filozoficzny). Po śmierci ojca i dwóch braci (ojciec zmarł na tyfus, bracia Stanisław i Wacław zginęli jako żołnierze oddziałów Wojska Polskiego w czasie walk o Kresy Wschodnie w latach 1919-1920) przerwała studia na rzecz pracy sanitariuszki w Szpitalu Ujazdowskim. W 1919 wyjechała do Krakowa, gdzie łączyła zajęcia w szpitalu z obowiązkami w Dowództwie Okręgu Korpusu V płk. Stanisława Hallera. Od października 1919 do marca 1920 pracowała w Dowództwie Frontu Pomorskiego. Po powrocie do stolicy w 1920 zatrudniona została jako tłumaczka we Francuskiej Misji Wojskowej przy Ministerstwie Spraw Wojskowych. W 1920 rozpoczęła studia w Szkole Nauk Politycznych (gdzie po trzech latach uzyskała dyplom na Wydziale Dziennikarskim, specjalizując się w historii dyplomacji). W 1923 wróciła na UW – studiowała polonistykę (seminarium prof. Józefa Ujejskiego) i anglistykę (seminarium prof. Andrzeja Tretiaka). W 1924 podjęła pracę tłumaczki i sekretarki w redakcji rocznika „Nauka Polska” Kasy im. Józefa Mianowskiego. W roku akademickim 1928/1929 przebywała w Paryżu i Londynie jako stypendystka Funduszu Kultury Narodowej. W drugiej połowie lat trzydziestych zrezygnowała z aktywności w życiu literackim. Nie należała do ugrupowań literackich, nie uczestniczyła w życiu cyganerii artystycznej. Chorowała na dysplazję stawu biodrowego, w widoczny sposób utykała – co wpłynęło na jej życiowe decyzje, rezygnację z macierzyństwa, depresje, myśli samobójcze.
W czasie okupacji Felicja Kruszewska przebywała w Warszawie. Pracowała nadal w Kasie im. Mianowskiego. Uczestniczyła prawdopodobnie w konspiracyjnej działalności tej organizacji, a poza tym zaangażowała się w działalność Armii Krajowej jako kolporterka podziemnej prasy. W 1940 przeżyła kolejną rodzinną tragedię – w Katyniu został zamordowany jej najmłodszy brat, Bohdan, którego dekadę wcześniej sportretowała w Braciszku. W 1942 zmarł na gruźlicę ukochany siostrzeniec Kruszewskiej dziesięcioletni Witold Wróblewski. W marcu 1943 poetka otrzymała nakaz wyjazdu z Warszawy, przekazany jej przez kierownictwo ruchu oporu, gdyż poszukiwało ją gestapo. 19 marca jechała pociągiem w stronę Krakowa. Na stacji w Radomiu wypędzono pasażerów pociągu na plac przed urzędem pracy. Chcąc uniknąć aresztowania, Kruszewska zażyła truciznę. Zmarła tego samego dnia.

## Poglądy społeczne i polityczne
Poglądami społecznymi i politycznymi bliska była Kruszewska Polskiej Partii Socjalistycznej, do przewrotu majowego należała do zwolenników Józefa Piłsudskiego. Współpracowała w l. 1923-1928 z współtworzonym przez niego pismem „Robotnik”, wspierała Towarzystwo Uniwersytetu Robotniczego. Na początku lat trzydziestych, w czasie procesu brzeskiego, protestowała przeciwko więzieniu opozycji i polityce sanacji. Odebrano jej za to nagrodę literacką przyznaną za wspomnienia pt. Braciszek.

## Twórczość
Kruszewska debiutowała w 1920, publikując w tygodniku „Naród” Tadeusza Szpotańskiego wiersz Such a Nonsense, w roku następnym jej utwory pojawiły się na łamach „Skamandra”. W 1923 wydała swój pierwszy tomik pt. Przedwiośnie, kolejny – Stąd dotąd – w 1925. W tym samym roku powstał dramat Sen, wystawiony w 1927 przez Edmunda Wiercińskiego  w wileńskiej Reducie, wydany drukiem w 1928. Trzeci tomik Kruszewskiej ukazał się w 1927 roku i nosił tytuł Siano, czwarty i ostatni – Twarzą na zachód (1932) został wydany dzięki stypendium z Funduszu Kultury Narodowej (1930/1931). Poetka publikowała m.in. w „Skamandrze", „Bluszczu”, „Wiadomościach Literackich” i „Robotniku” oraz dwutygodniku „Dziecko i Matka” (oprócz wierszy dla dzieci oraz nowel i opowiadań opublikowała tu rozprawy na temat języka dzieci oraz wychowania religijnego). Wydała książeczkę dla dzieci O bałwankach śniegowych i świerczynce (1933), przełożyła z języka angielskiego legendę O królu Arturze i rycerzach Okrągłego Stołu (z opracowania Uriela Waldo Cutlera, 1937), ogłosiła w prasie fragmenty dramatu Wiatr (1930) poświęconego Maurycemu Mochnackiemu, napisała powieść dla młodzieży Bolesław Chrobry i dramat Pożar teatru (rękopisy tych dwóch utworów spłonęły podczas działań wojennych). Na łamach „Nauki Polskiej” ukazywały się jej recenzje oraz rozprawy.
W czasie okupacji Kruszewska wróciła do poezji. Według informacji Polskiego słownika biograficznego (i późniejszych opracowań) Kruszewska napisała Hymn Polski Walczącej, „który został nagrodzony na konkursie jednego z pism Polski Podziemnej”. Chodzi prawdopodobnie o przeprowadzony w 1942 przez redakcję konspiracyjnego tygodnika „Biuletyn Informacyjny” projekt na stworzenie słów w trzech kategoriach zagrzewającego do walki utworu przeznaczonego do wspólnego śpiewania: pieśni (hymnu), piosenki i marszu. Według ustaleń Izoldy Kiec, Kruszewska jako Jerzy Kres napisała hymn Polski Podziemnej zatytułowany Żegnaj karabinie (funkcjonujący także pod tytułem Pogrzeb) i w kategorii "pieśń Polski Podziemnej" otrzymała nagrodę drugą (miejsca pierwszego nie przyznano) ex aequo z utworem Naprzód do boju żołnierze opatrzonego godłem Jutro, należącym do Kazimierza Kumanickiego. Ostatnim ogłoszonym wierszem poetki był opublikowany pośmiertnie utwór Na śmierć floty wojennej w Tulonie (wydrukowany w numerze lipcowo-sierpniowym 1943 konspiracyjnego pisma „Nurt”, razem z informacją o śmierci autorki).
W poezji Kruszewskiej początkowo dominowała stylistyka młodopolska, zapoznana za pośrednictwem poezji Leopolda Staffa, który patronował debiutanckim wierszom autorki jako poeta codzienności, zwyczajności i prostych ludzi, a jednocześnie nauczyciel rzemiosła (w opublikowanym w 1929 utworze To było dawno Kruszewska wprost przywołała poetycką rekwizytornię wierszy Staffa i nawiązała do jego liryków: Było to dawno, Wajmuta, Ogród przedziwny). Drugą inspiracją twórczości Kruszewskiej była tradycja romantyczna, zwłaszcza pisarstwo Juliusza Słowackiego i historiozofia Maurycego Mochnackiego. Refleksję poświęconą powstaniu listopadowemu wywodziła autorka dodatkowo z twórczości Stanisława Wyspiańskiego. Kruszewska nawiązywała do dziewiętnastowiecznej myśli niepodległościowej, by skonfrontować ją z obrazem niepodległej Polski (wiersz Ojczyzna), pytała o przyczyny klęski powstań narodowych oraz o sens poniesionej ofiary. W kolejnych utworach od ogólnej idei zwracała się ku epizodom, drobnym zdarzeniom, które były pretekstem do budowania wierszowanej małej historii (Groszki, Łagowski, Odjazd, Joanna, Imieniny panny Salusi). Rozbudowane romantyczne obrazki zyskały bardziej refleksyjną formę w tomie Twarzą na zachód (Spacer po Paryżu, Dziady). W dramacie Wiatr, nawiązując do wątków zaczerpniętych z Wyspiańskiego, próbowała autorka wyjść poza listopadowe stereotypy. Mochnackiego sportretowała jako rewolucjonistę w walce z oskarżeniami o zdradę, rwącego się do działania, oddanego idei nowoczesnej Polski. Pomiędzy kwestie wypowiadane przez bohaterów dramatu wplotła własne przekonanie, że wolność jest wartością najwyższą.

## Krytyka i recepcja
Przetrwały próbę czasu przede wszystkim te utwory, które Kruszewska poświęciła naturze. Zwraca w nich uwagę relacja poetki z przyrodą, odczuwaną zmysłowo, cieleśnie, w procesie wzajemnego wnikania (cykl Owoce z tomu Stąd dotąd; tom Siano). Konrad Górski pisał w 1925: „oryginalnym znamieniem tej poezji jest wyraz, jaki znalazła w niej mocna i subtelna zmysłowość”, a Jerzy Liebert porównywał zmysłowy ton wierszy Kruszewskiej do atmosfery wczesnych tomów Kazimierza Wierzyńskiego, podkreślając wyciszenie i spowolnienie rytmu poetyckiego – rezygnację z uderzenia zmysłów na rzecz niespiesznego ich przesączania do poetyckiego świata. Bliskość z naturą nie była ornamentem twórczości Kruszewskiej, lecz fundamentem egzystencji poetki, integralną częścią jej dziecięcego doświadczenia, lat spędzonych na rodzinnym Podolu, a w dorosłym życiu nieustanną tęsknotą. Konsekwencją zanurzenia w świecie przyrody jest w twórczości Kruszewskiej wyłanianie z tła rzeczywistości drobin istnienia, ledwo widocznych twarzy, zdarzeń, losów (np. Prostytutka, Motorniczy, Hotelarka z tomu Stąd dotąd; także wiersze, opowiadania i nowele publikowane na łamach dwutygodnika „Dziecko i Matka”). A przy tym uszlachetnianie, nobilitowanie poezji poprzez utrwalanie w niej niepozorności i zwyczajności, codziennego, cichego trwania. Pisał o tym Konrad Górski: 
„czytając poezje Kruszewskiej, przekonamy się, iż najprozaiczniejsze prośby i pożądania człowieka, odczuwającego swoje upośledzenie, mogą mieć niezwykły patos. […] Oczywiście nie pierwszy to raz poezja nasza mówi o nędzy, ale pierwszy raz mówi takimi słowami. Gdy Konopnicka malowała nam swoje Obrazki, to jednak naga, bolesna prawda tylko z oddalenia, w ogólnych rysach, nieobrażających oka, ukazywała się czytelnikom; cały odmęt rzeczywistej nędzy zjawiał się w oświetleniu kinkietów koturnowej i patetycznej sztuki. Kruszewska idzie pod tym względem naprzód i ta nowość, którą wnosi do naszej poezji, polega na otwartym nazywaniu po imieniu tego wszystkiego, o czym się półgębkiem mówiło, na przejściu od ogólników do konkretnego obrazu. Znajdą się niewątpliwie psychiki, które tę szczerość bez ogródek, jaka cechuje Piosenki Biedactwa, uznają za kamień obrazy, ale nawet jeśli komuś taka poezja wyda się duchowo obcą, to jednak nikt nie odmówi jej nowości i znamion talentu”. 
W 1927 Jerzy Ronard Bujański podkreślał, że twórczość Kruszewskiej „ma w sobie żelazny prymityw szarych, prostych, a niezliczonych ludzi”, i nazwał ją „proletariackim szmerem dnia dzisiejszego”. W ostatnim tomie wierszy poetki zwraca uwagę obecność wątków zaczerpniętych z historii i tradycji kultury, którą Kruszewska postrzegała zawsze z perspektywy pojedynczego losu, przekształcając Wielką Historię w mikrohistorię, w opowieść o nieujawnianych lękach, niepewności siebie, samotności cierpienia i umierania.
W tomach wspomnieniowych, które są niezastąpionym źródłem do dziejów obyczaju, zwraca uwagę sposób konstruowania postaci dziecięcych. Pisała o tym w 1939 Zofia Niesiołowska-Rothertowa: „W sposobie przedstawienia dzieci ma Kruszewska własny styl, nic z patologii dzieci Kadena z cyklu Miasto mojej matki – o wiele mniej epickości niż w utworach Dąbrowskiej. Lirycznie, ale nie sentymentalnie widzi Kruszewska prawdę dziecinnego świata, bez łzawości, a zawsze poprzez uczucie”.
Po drugiej wojnie światowej pojedyncze wiersze autorki zamieszczono w okolicznościowych wyborach poetyckich. Jej biogramy znalazły się w Słowniku współczesnych pisarzy polskich (wydanym jako oddzielna publikacja w ramach projektu Bibliografia literatury polskiej Nowy Korbut), Polskim słowniku biograficznym oraz słowniku biobibliograficznym Współcześni polscy pisarze i badacze literatury. W podręcznikach i opracowaniach dotyczących dramatu i teatru okresu dwudziestolecia międzywojennego Kruszewska pojawiała się wyłącznie jako autorka Snu. Utwór ten został przedrukowany w programie teatralnym do inscenizacji w Gdyni w 1974, a w 2014 przypomniał go Wojciech Baluch w antologii Polska dramatyczna 3. Dramat został przełożony na język angielski przez Jadwigę Kosicką i ukazał się w prestiżowej oficynie Routledge (2002). Wybrane wiersze poetki tłumaczyli: na język niemiecki Karl Dedecius (1959, 1984, 1996), a na serbski Biserka Rajčić (2012).
W latach powojennych podejmował próby ocalenia pamięci o poetce historyk literatury prof. Konrad Górski, który zainteresował dramatem Sen Stanisława Hebanowskiego. Reżyser wystawił go w 1974 w Teatrze Wybrzeże. Dwa lata później Jerzy Dobrowolski zrealizował Sen w Teatrze Rozmaitości w Warszawie.
W 2022 Izolda Kiec opracowała obszerny tom utworów wybranych Felicji Kruszewskiej wraz ze szczegółowo zrekonstruowaną biografią autorki.

## Dyskusja wokółSnu(1927-1928)
Sen odegrał ważną rolę w historii Reduty, tym samym w dziejach polskiego teatru. Przedstawienie wyreżyserowane przez Wiercińskiego doprowadziło bowiem do podziału zespołu Juliusza Osterwy. Wybitny uczeń, świetny aktor, rokujący nadzieje inscenizator, wystawiając Sen wbrew woli mistrza (choć nie z powodu rzekomych niedostatków dramatu Osterwa był mu przeciwny, co sugerowano niekiedy w recenzjach, raczej dlatego, że nie mieścił się on w wizji programowej jego teatralnego laboratorium) i pod jego nieobecność w Wilnie, sprzeciwił się w ten sposób programowemu realizmowi scenicznemu Reduty, wybierając ekspresjonistyczny eksperyment. Ale i tekst sztuki wzbudzał dyskusje – rozważano jego odniesienia do rzeczywistości lat dwudziestych (zamach majowy, wpływ Piłsudskiego na kształtowanie się ustroju państwa, protesty robotnicze i rosnące wpływy endecji na życie publiczne), znaczenie symboli narodowych (wywiedzionych głównie z dramaturgii Wyspiańskiego) i aluzji literackich (do Wyspiańskiego oraz do III części Dziadów Mickiewicza). W Wilnie Sen cieszył się ogromną popularnością. Podobnie było w Poznaniu, we wrześniu 1927, po nawiązaniu współpracy Wiercińskiego z tutejszym Teatrem Nowym. Podobnie w Warszawie, w maju 1928, w teatrze Scena Nowa Związku Zawodowego Kolejarzy. Atakowali Kruszewską krytycy wywodzący się z kręgów Narodowej Demokracji (poetka Wanda Stanisławska i publicysta Stanisław Cywiński), krytycznie odnieśli się do Snu Karol Irzykowski, Jerzy Koller, Czesław Jankowski, przede wszystkim Antoni Słonimski (któremu w dzienniku, w zdecydowany sposób odpowiedziała Maria Dąbrowska, uznając, że „Sztuka Kruszewskiej jest wydarzeniem w dziejach polskiego teatru”). Merytoryczne, wnikliwe recenzje i omówienia napisali studenci Koła Polonistów Uniwersytetu Stefana Batorego w Wilnie, którzy odebrali tekst Kruszewskiej jako manifest pokolenia. Stefan Srebrny, Wiktor Piotrowicz, Stefania Podhorska-Okołów i Wilam Horzyca docenili Stridbergowską konstrukcję i oniryczną atmosferę sztuki, jej widowiskowość, umiejętność autorki „myślenia teatrem”, a głównie – wszechobecną liryczność dramatu.
Izolda Kiec proponuje odczytanie Snu w kontekście wierszy publikowanych przez Kruszewską w „Robotniku” w latach 1923-1928. Innym tropem jest wskazanie na autobiograficzny charakter dramatu, który czytany w kontekście wspomnień Błękitny ogród oraz wybranych wierszy poetki pozwala dostrzec w postaci Dziewczynki, której się śni samą autorkę, a wyraźne odniesienia do biografii Kruszewskiej zawarte są w scenach spotkań głównej bohaterki ze zmarłym bratem – oficerem Jankiem, i z Matką. Introwertyczna Dziewczynka – obarczona rodzinną historią i patriotycznym wychowaniem – w poczuciu odpowiedzialności za losy kraju wkracza do obcego sobie świata polityki, biurokracji, społecznych elit. Wchodzi w cudzą rolę w celu osiągnięcia efektu autoterapii. Nawiązanie do dramy i funkcja terapeutyczna łączą prywatny i publiczny wątki sztuki, bo i wątek współczesny służy doświadczeniu wejścia w nieznane i sprawdzenia własnych reakcji w nowej sytuacji wymagającej aktywności. Dziewczynka bowiem otrzymuje przekazane jej przez Wysłańca zadanie obudzenia Księcia. Ożywienia pomnika Józefa Poniatowskiego, który ma uratować Polskę przed najazdem Czarnych Wojsk. W ostatnim obrazie dramatu okazuje się, że Wysłaniec to naprawiający zegar, decydujący o zmianie czasu Robotnik. Stąd można przypuszczać, że właśnie w tej postaci, reprezentanta bezimiennej siły, pars pro toto poniżonej, choć odważnie podnoszącej głowy społecznej grupy, widziała autorka zbiorowego przywódcę, który odwróci bieg dziejów, zapewni sprawiedliwość i godne życie dla wszystkich. Uwolni Polskę od najazdu Czarnych Wojsk.

## Wybrana twórczość
- Przedwiośnie [poezje], wyd. Ludwik Chomiński, Wilno 1923
- Stąd dotąd [poezje], wyd. Ludwik Chomiński, Wilno 1925
- Siano [poezje], Towarzystwo Wydawnicze „Bluszcz”, Warszawa 1927
- Sen [dramat], Towarzystwo Wydawnicze „Bluszcz”, Warszawa 1927
- Błękitny ogród [wspomnienia], wyd. Ludwik Chomiński, Wilno 1928
- Braciszek [wspomnienia], Towarzystwo Wydawnicze „Bluszcz”, Warszawa 1930
- Twarzą na zachód [poezje], Instytut Literacki, Warszawa 1932
- O bałwankach śniegowych i świerczynce [książeczka dla dzieci], ilustr. J. Gryziewiczówna, Towarzystwo Wydawnicze „Bluszcz”, Warszawa 1933
- O królu Arturze i rycerzach Okrągłego Stołu, przekład z języka angielskiego opracowania Uriela Waldo Cutlera, Państwowe Wydawnictwo Książek Szkolnych, Lwów 1937